# حنين (فلم 2005)
حنين, فيلم سعودي انتج في 2005، وهو عبارة عن سهرة تلفزيونية مدتها ساعة وربع, وقد صُوِّر في مدينة بريدة.

## القصة
تحكي معاناة العقيم مع نفسه العمل يعالج بعض المشاكل الاجتماعية، ويعالج نظرة المجتمع نحو الإنسان الفقير ومحاولة تغيير هذه النظرة نحو الفقر كما أن للفقر معطيات جيدة أحياناً كالوعي والفهم الأعمق للمسؤولية في كثير من الأمور، ويتناول الفيلم كذلك قضية العقم والبحث عن العلاج بجميع الطرق ويناقش لجوء الكثير من الناس إلى علاجه عبر السحر.

## فريق العمل

### تأليف
- زيد الغيث وعبد الرحمن الخريف

### إخراج
- سعد خضر

### بطولة
- فايز المالكي

غنيم الغنيم
إبراهيم المزيرعي
مالك البجادي
صلاح العمري
عبد الله المزيني
سالم الخزيم

### إنتاج
- مؤسسة صوت إبداع للإنتاج الإعلامي والتوزيع